# Liao Lisheng
Liao Lisheng (29 de abril de 1993) é um futebolista profissional chinês que atua como meia.

## Carreira
Liao Lisheng representou a Seleção Chinesa de Futebol na Copa da Ásia de 2015.